# Valentin Madouas
Valentin Madouas (født 12. juni 1996 i Brest) er en professionel cykelrytter fra Frankrig, der er på kontrakt hos Groupama-FDJ.
I 2018 vandt han Paris-Bourges. Madouas vandt ungdomskonkurrencen i Étoile de Bessèges 2019. Ved Giro d'Italia 2019 endte han på 13. pladsen.